# La Gran Plaza Mazatlán
El centro comercial La Gran Plaza Mazatlán, es un centro comercial del tipo fashion mall ubicado en la zona de la Laguna del Camarón, en Mazatlán, Sinaloa. Su inauguración fue realizada en 1991, siendo antes conocida como Plaza Fiesta Mazatlán.

## Ubicación e Historia
El centro comercial está ubicado está en Avenida Reforma y Calle Apolo, en el condominio residencial La Gran Plaza, en la zona Oeste de la ciudad. Éste centro comercial fue el primero de la ciudad, y realiza múltiples actividades en conjunto con otras organizaciones como el Instituto de Cultura, Turismo y Arte de Mazatlán con quien patrocina y promueve el Carnaval de Mazatlán y Grupo Editorial Noroeste, con quien realiza Norarte. Además, cada año desde 2013 lleva a cabo su propia selección de representantes en un concurso público de convocatoria abierta denominado Los Nuevos Rostros de La Gran Plaza.

## Tiendas
El centro comercial cuenta con tiendas de prestigio enfocados principalmente a la moda, al esparcimiento, al uso común y al uso personal, así como restaurantes, zona de fast food, boutiques y salas de cine de la cadena Cinépolis.
Algunas de sus tiendas son:

### Anclas
- Cimaco (Departamental)[2][3]
- C&A (Departamental)
- Suburbia (Tienda de Ropa)[4][5]
- Cinépolis (Salas de cines)[6]
- Innovasport (Tienda de deportes)

### Algunas Tiendas y Restaurantes
- Librerías Gonvill
- Radioshack
- Flexi
- Burger King
- Recórcholis[7]
- MIDAS Casino
- BOBOIS
- Sushi Salads
- Dportenis
- Contempo
- Sally Beauty Supply
- Capa de Ozono
- Todomoda
- BHermanos
- Pista de Hielo
- American Fitness (antes Sky Gym)
- Nike
- Centro de Atención a Clientes Telcel

entre otros

### Tiendas Anclas Anteriores
- Salinas y Rocha (Departamental) (1991-1999), fue la primera tienda ancla de esta plaza hasta 1999, siendo reemplazada por Fábricas de Francia desde este mismo año hasta marzo de 2013 y a partir de noviembre del 2013 fue reemplazada por Cimaco.
- Fábricas de Francia (Departamental)[8] (1999- marzo de 2013), siendo reemplazada por Cimaco
- Comercial Mexicana (Autoservicio)[9] (Hasta 2007), siendo reemplazado por Suburbia y MIDAS Casino
- Multicinemas (Salas de Cine) (Hasta 2010), cuyo reemplazo fue su ampliación y cambio a su cadena hermana Cinépolis.
- Sanborns (sala de comedor y tienda) (Hasta 2020), fue reemplazado por Innovasport